# Сабрата
Сабрата, також Абротон (лат. Abrotonum, араб. صبراتة) — давнє місто в області Сиртика (пізніше називалася область Триполітанія) на північному заході території сучасної Лівії в районі Завія, входило в об'єднання трьох міст (Триполі) як найзахідніше місто.
За оцінками, порт був заснований близько 500 р. до н.е. як фінікійський оплот для організації торгівлі з глибинною Африкою. Сабрата увійшла до складу держави Нумідії, а потім була зайнята римлянами і перебудована в II-III століттях. Римський імператор Септимій Север народився в місті Лептіс-Магна неподалік, і Сабрата досягла вершини своєї могутності. У IV столітті місто сильно постраждало від землетрусу, а у візантійські часи було перебудоване і модернізоване.
Під час арабського панування центри торгівлі перемістилися в інші порти, і Сабрата перетворилася на невелике село.
В Сабраті зберігся римський театр, храми Серапіса і Ізіди. Є цікавими християнська базиліка часів імператора Юстиніана і мозаїчні підлоги в будинках аристократів — жителів Сабрати.
У 1982 році ЮНЕСКО зарахувало Сабрату до об'єктів культурної спадщини.
Сабрата знаходиться на березі на захід від Триполі.

## Галерея

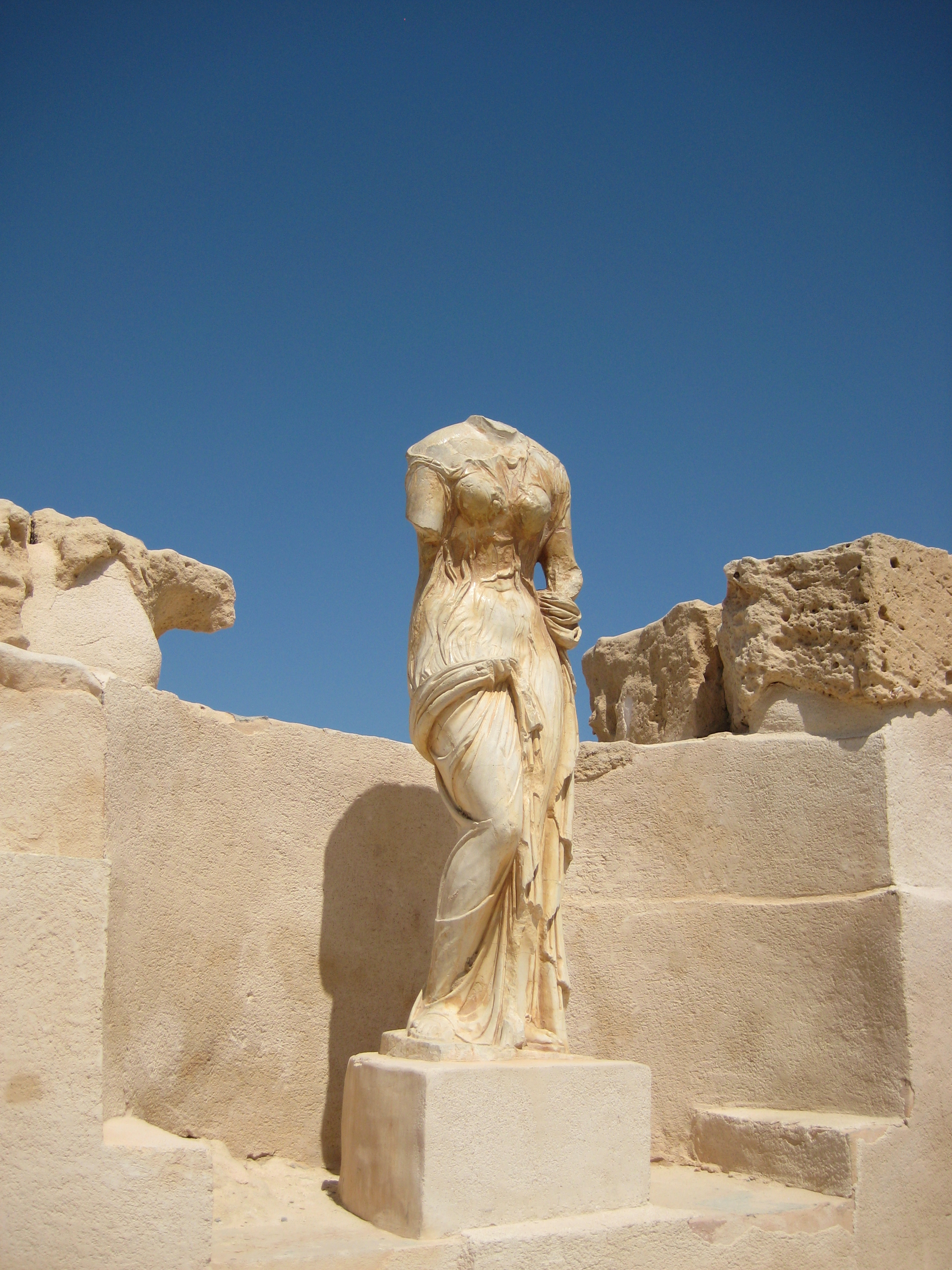
Німфеум
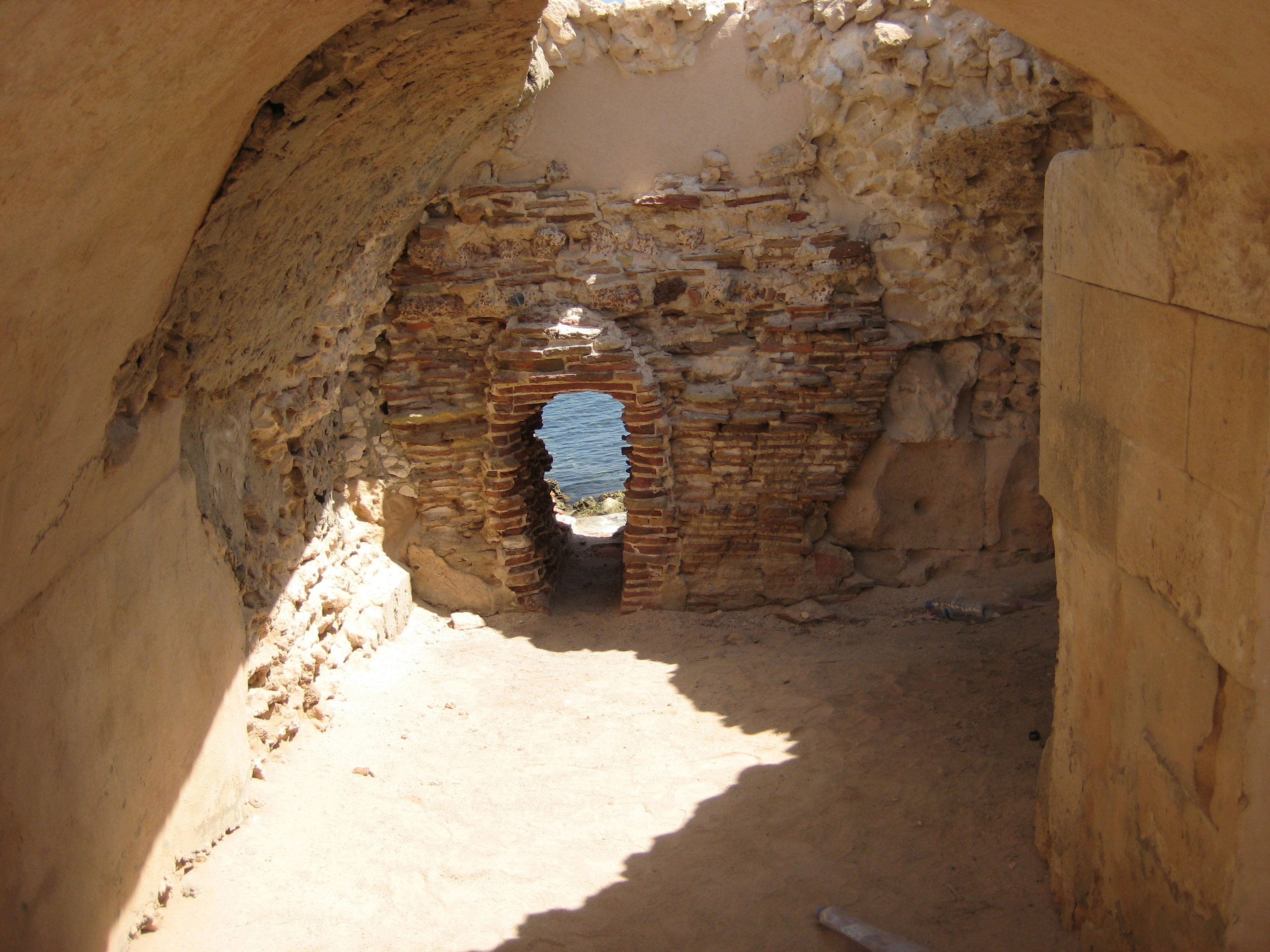
Терми у моря
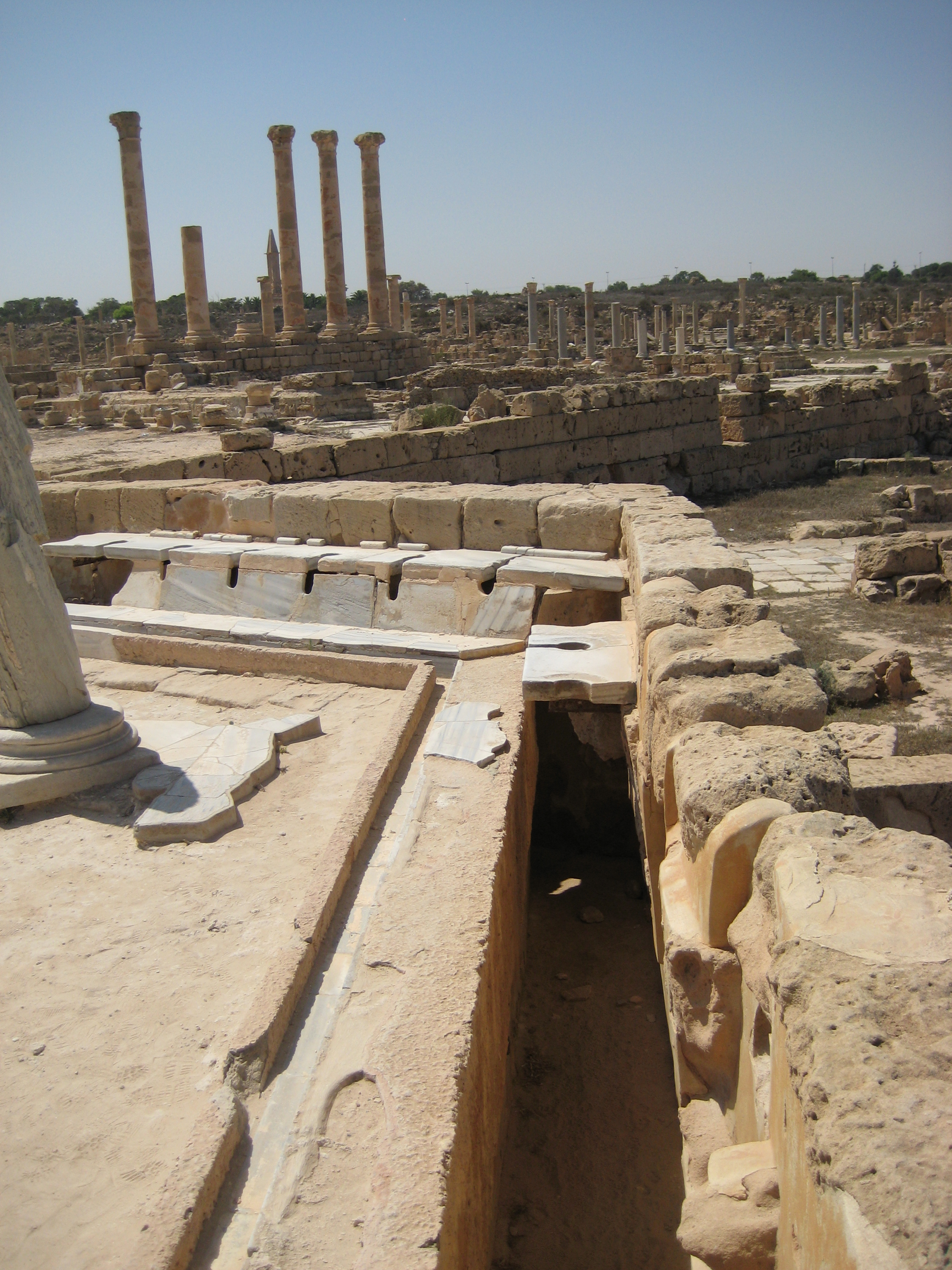
Туалет (Латрина)
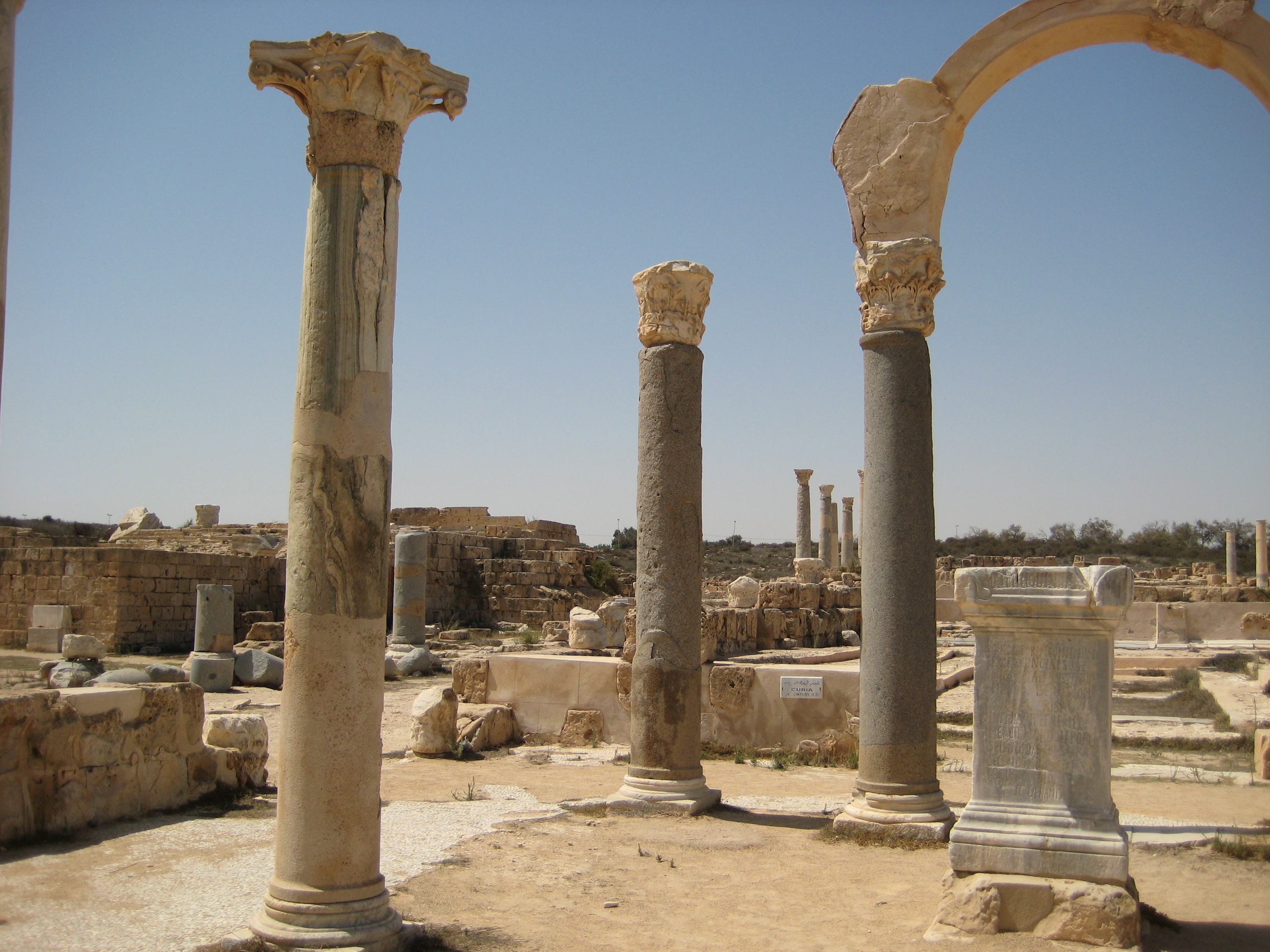
Зал засідань
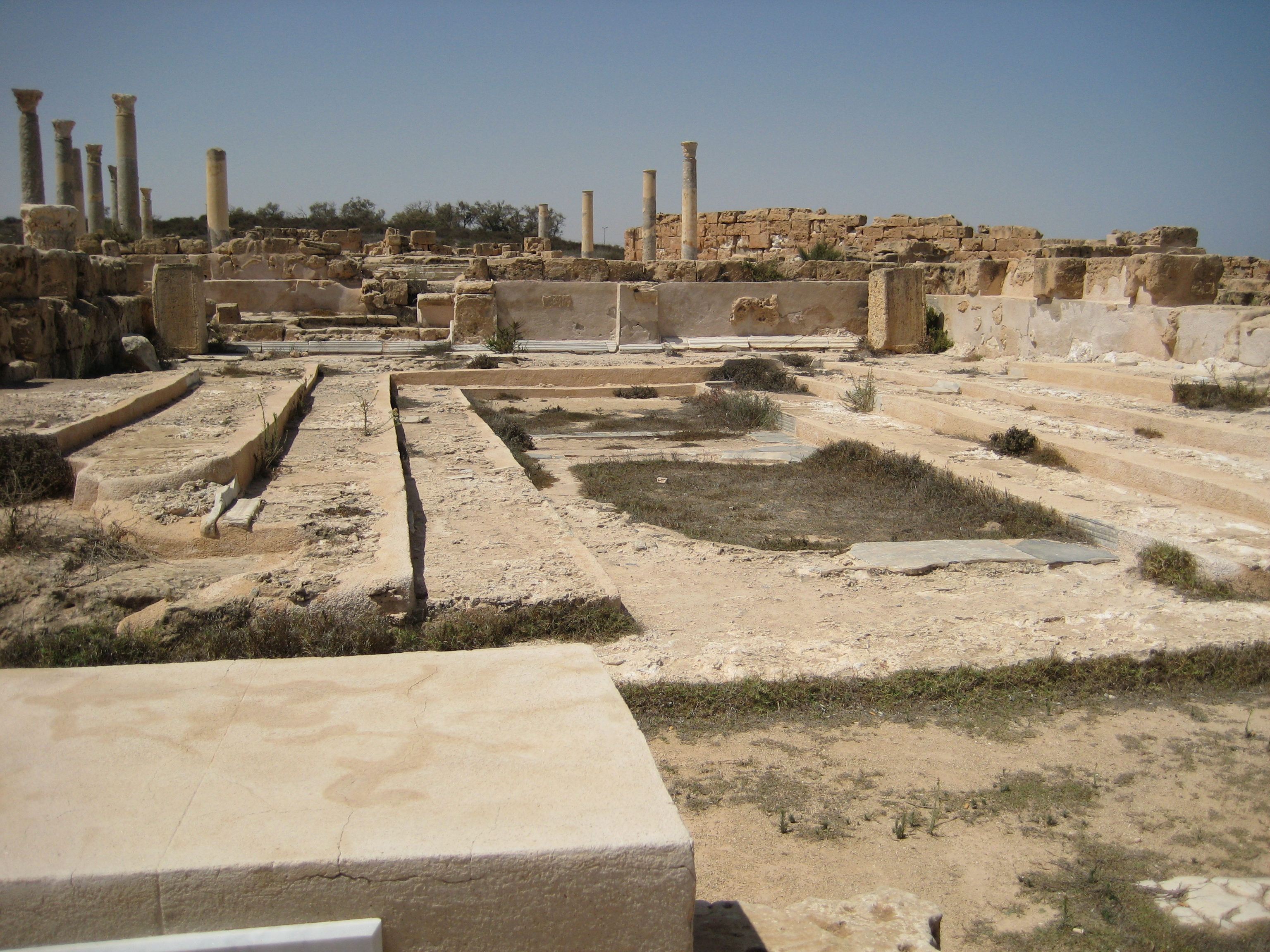
Будівля сенату IV століття
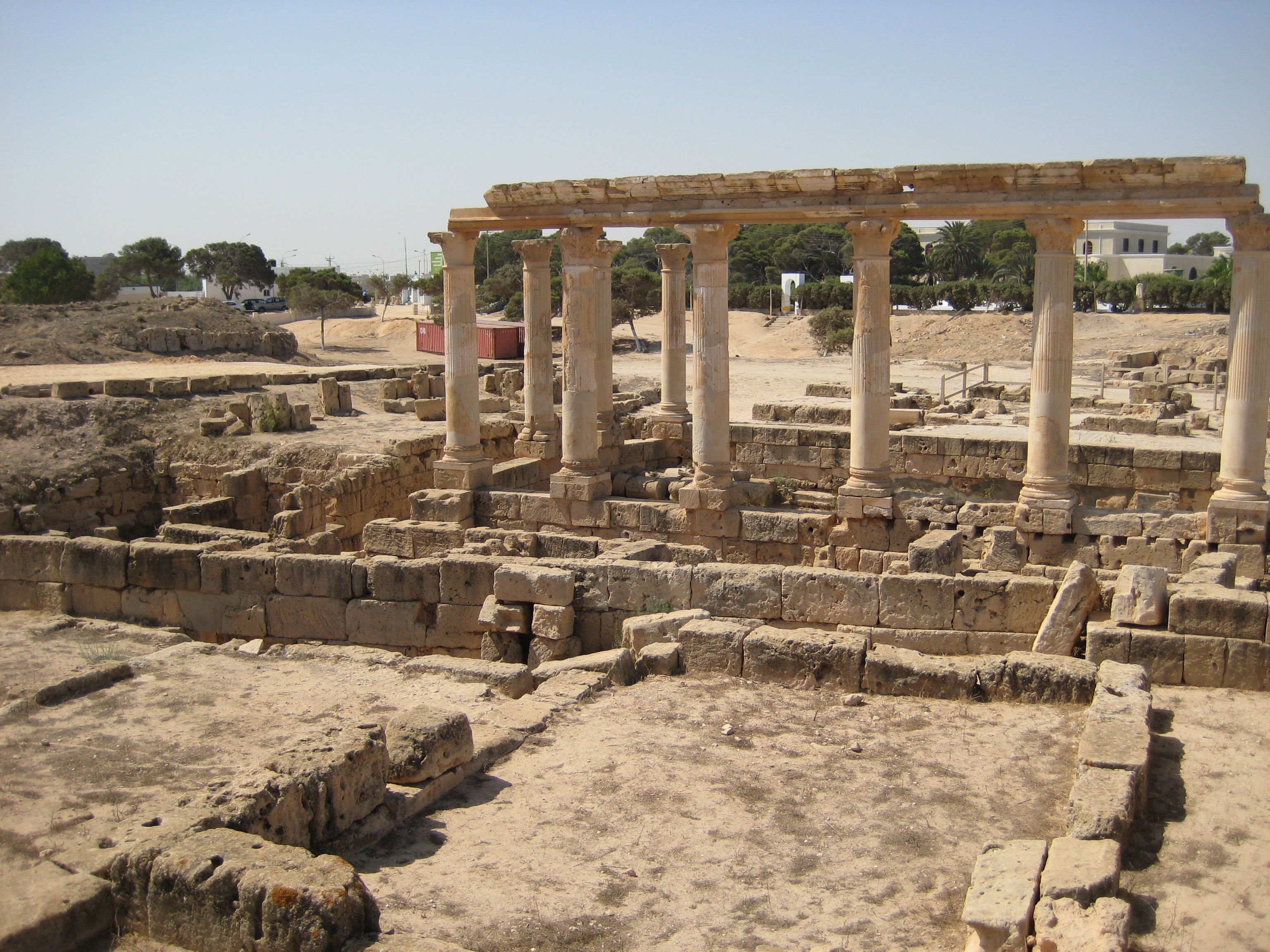
Дім з перистелем
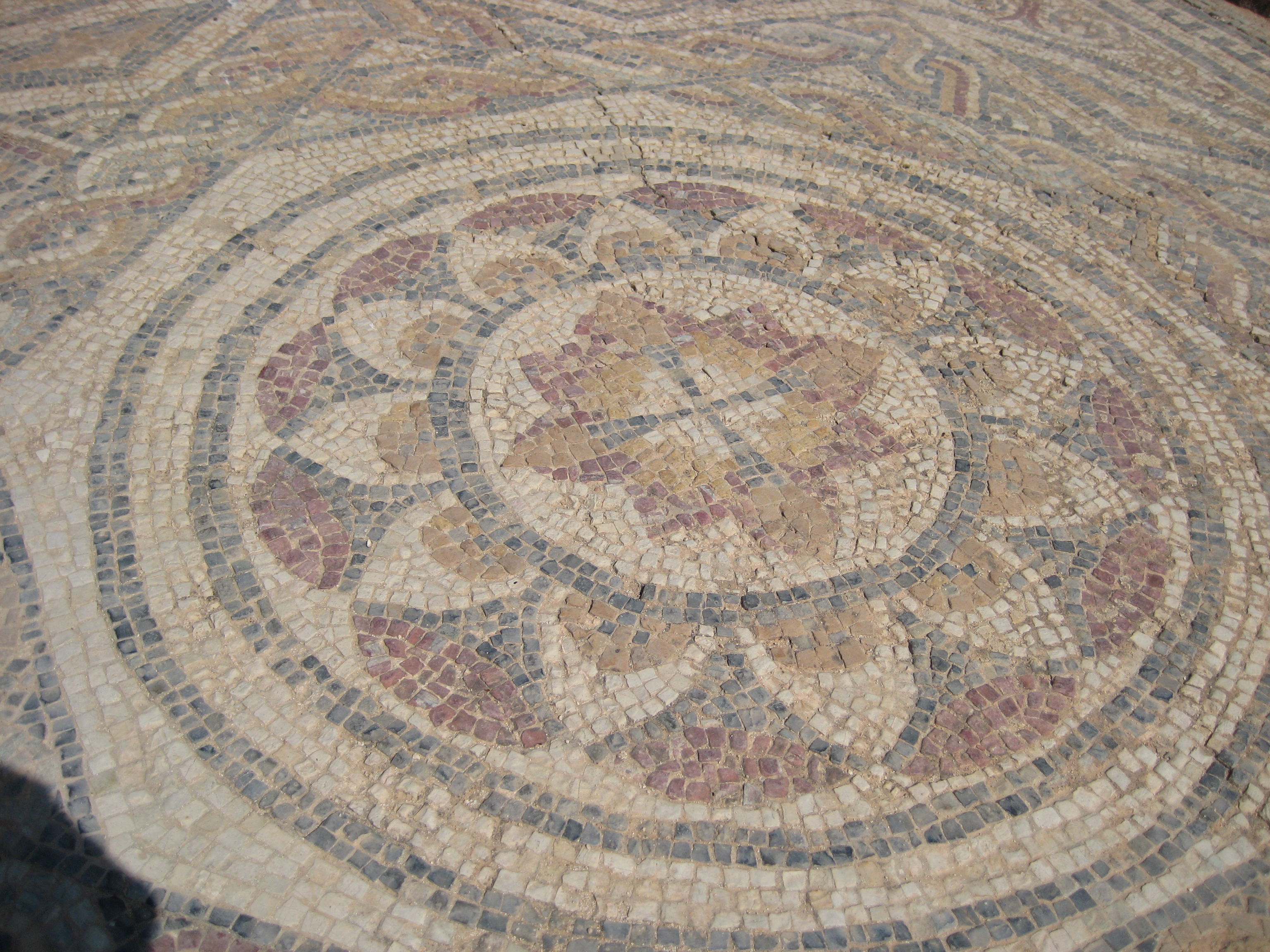
Мозаїка в домі з перистелем
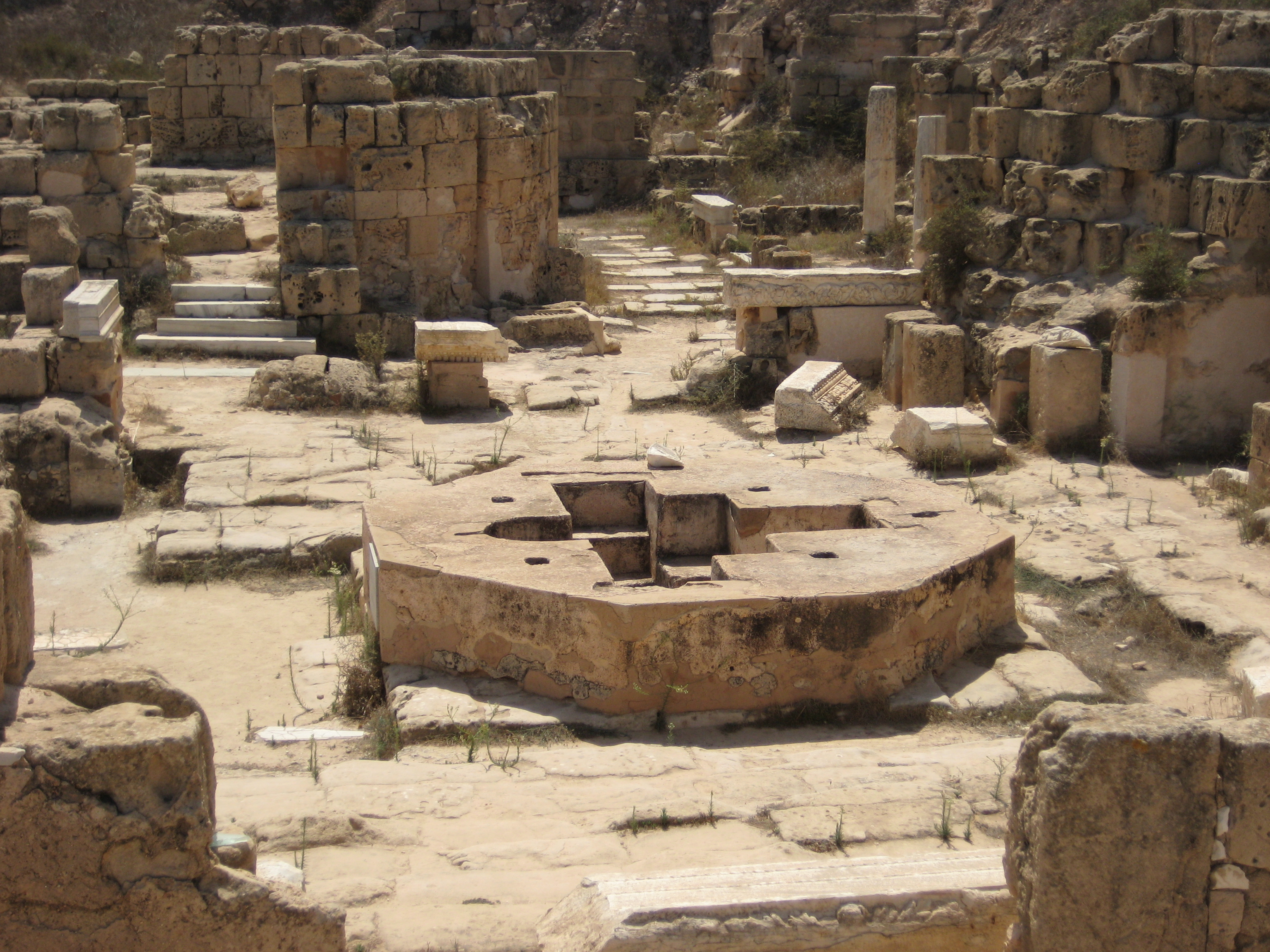
Базиліка Апулея, Візантійський баптистерій
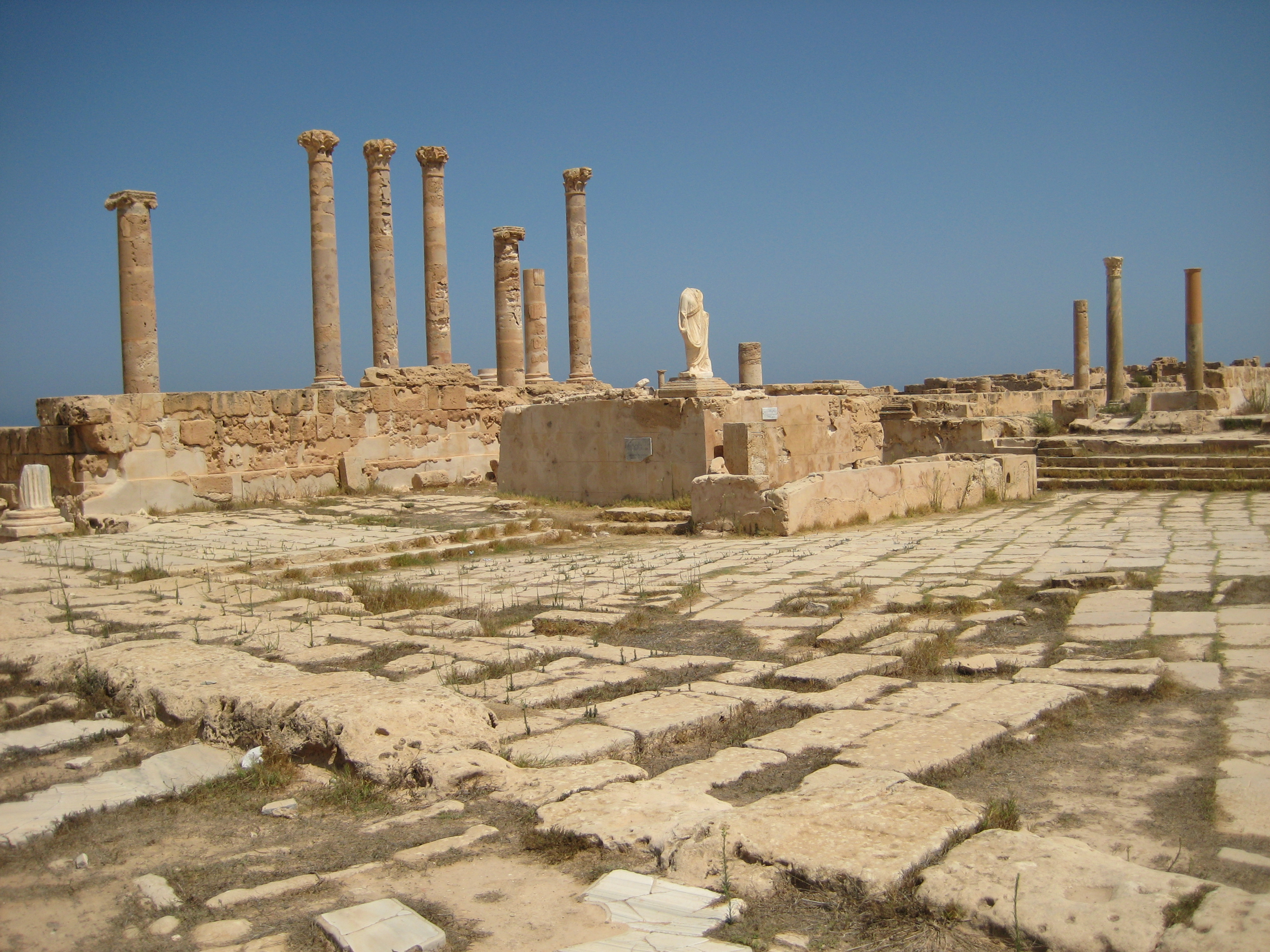
Фонтан Флавія Тулія в Сабрата в храмі Антонінів (5 хороших імператорів)
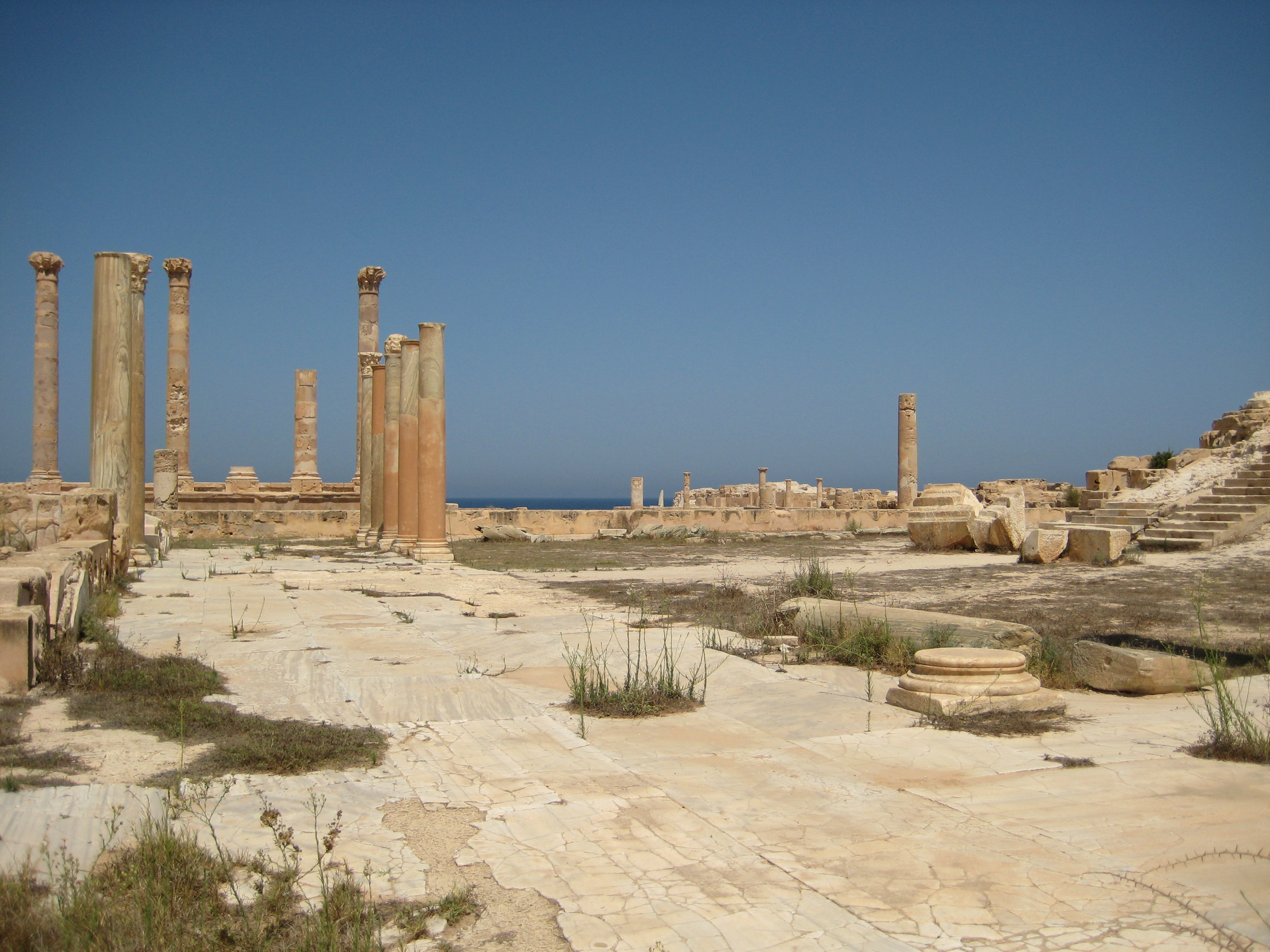
Храм Антонінів (5 хороших імператорів)
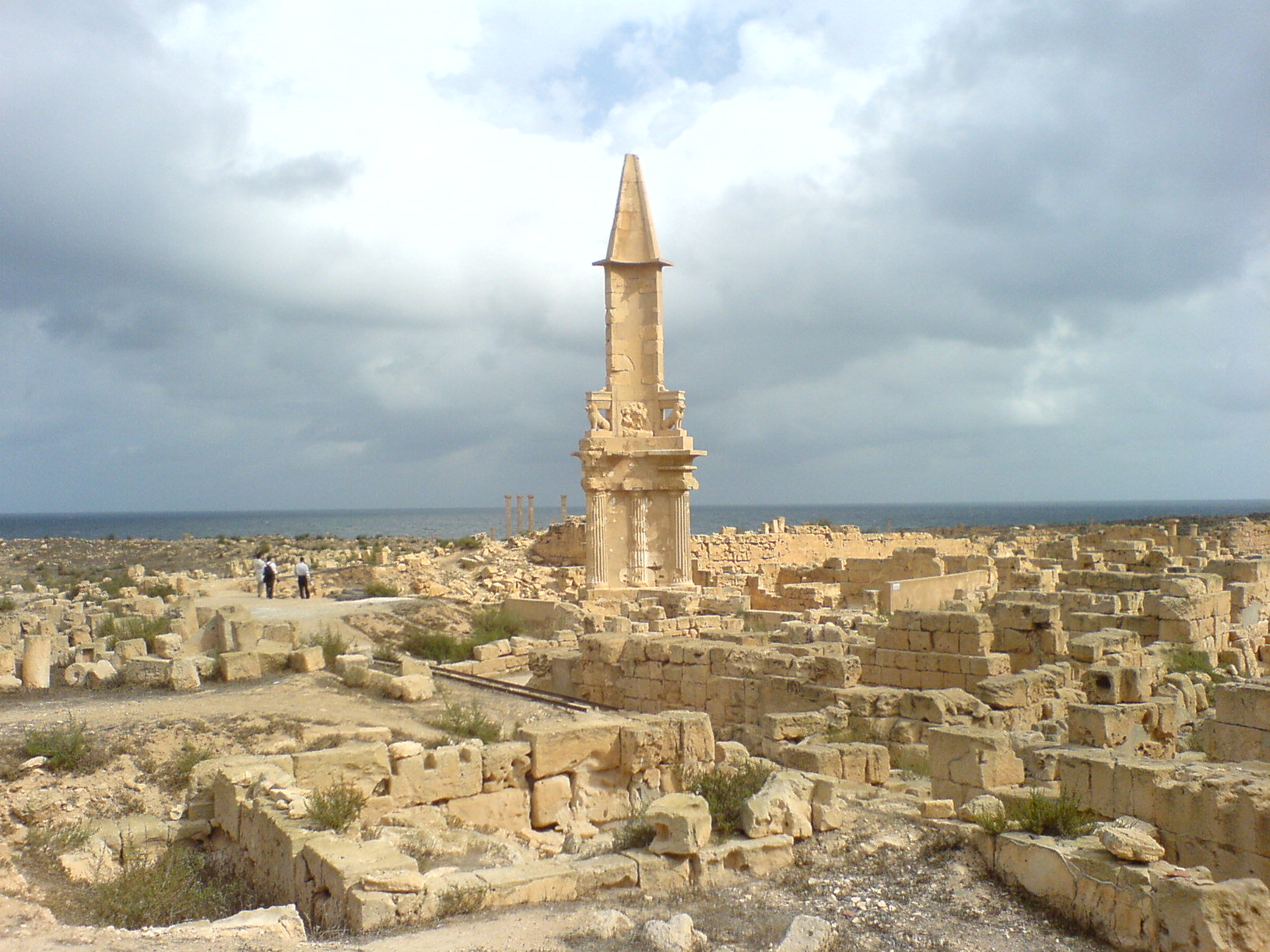
Мавзолей Беса II ст. до н. е.

Панорама археологічної зони в Сабраті

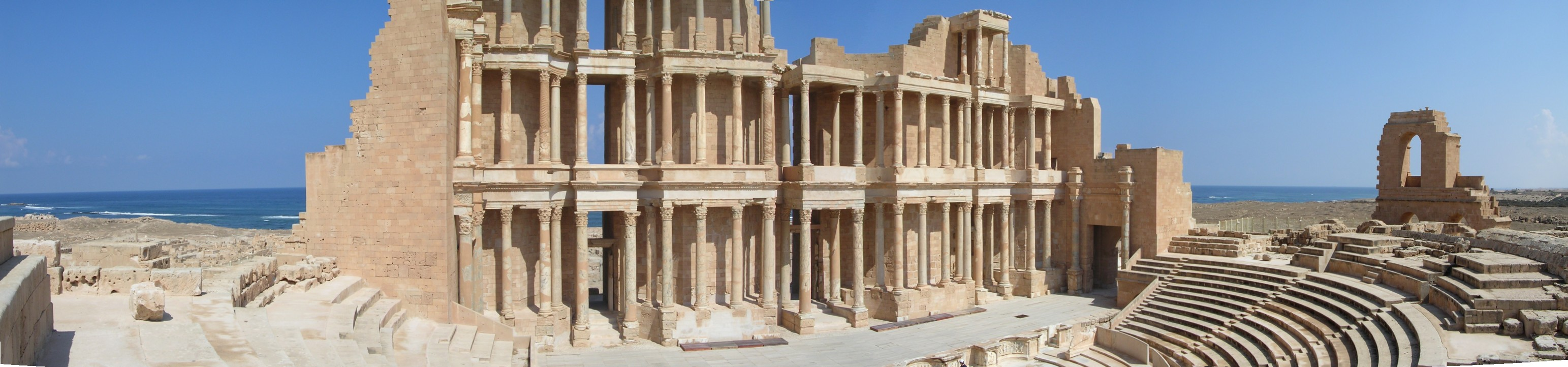
Панорама